# Fredrik Bennet (militär)
Fredrik Bennet, född den 18 juni 1796 på Skabersjö i socknen med samma namn, Malmöhus län, död den 8 september 1882
i Karlskrona, var en svensk friherre och militär. Han var son till Carl Fredrik Bennet.
Bennet blev kvartermästare vid Skånska karabinjärregementet 1811, kornett vid Livgardet till häst samma år, sekundlöjtnant 1815 och premiärlöjtnant samma år. Han befordrades till ryttmästare i armén 1819, blev ryttmästare i regementet samma år, adjutant hos kronprinsen 1818, regementskvartermästare 1820 och brigadadjutant vid Första kavalleribrigaden samma år. Bennet blev major i armén 1826, major i regementet 1829, överstelöjtnant samma år och överste i armén 1836. Han beviljades avsked från gardet sistnämnda år och ur krigstjänsten 1856. Bennet var postinspektor i Karlskrona 1863–1874. Han erhöll 1872 konungens stora guldmedalj för nit och redlighet i rikets tjänst, att i guldkedja bäras om halsen. Bennet blev  riddare av Svärdsorden 1823.